# Voo 3739 da Aeroflot

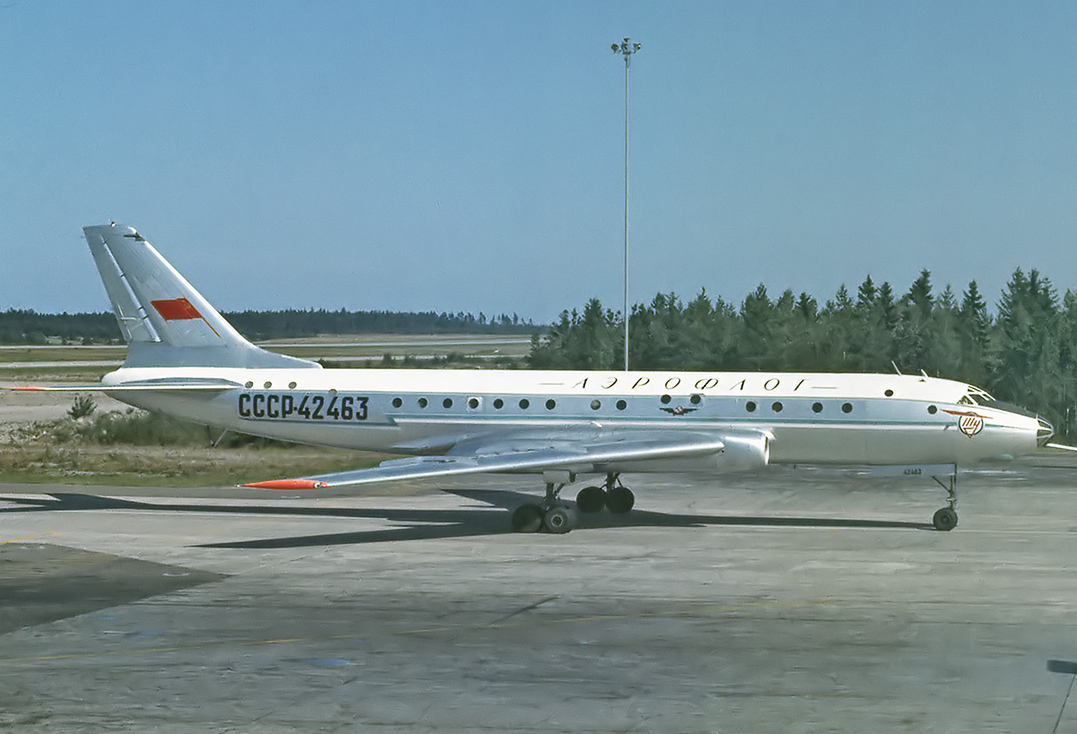
Um Aeroflot Tupolev Tu-104A, semelhante ao envolvido no acidente

Voo Aeroflot 3739 (em russo: Рейс 3739 Аэрофлота Reys 3739 Aeroflota) era um voo doméstico regular russo de Irkutsk para o Aeroporto de Pulkovo em São Petersburgo (com uma escala no Aeroporto de Tolmachevo em Novosibirsk) que caiu durante a decolagem do Aeroporto Internacional de Irkutsk em 9 de fevereiro de 1976. Vinte e quatro das 114 pessoas a bordo morreram no acidente.

## Aeronave e tripulação
A aeronave envolvida no acidente era um Tupolev Tu-104A, registrado na Aeroflot. Fez seu primeiro voo em 26 de novembro de 1956 e foi entregue a Irkutsk em dezembro de 1957, após ter sido usada em voos de teste. Inicialmente configurada para 70 passageiros, foi posteriormente reconfigurada para 85 lugares. Na época do acidente, a aeronave acumulava 22.069 horas de voo e 10.308 ciclos de pressurização.
A tripulação de cabine de comando incluía:
1. Ivan Nikolaevich Svistunov como comandante
2. Anatoly Fedorovich Grafenkov como Primeiro oficial
3. Yuri Mikhailovich Krasnoyarsk como navegador
4. Vladimir Nikolaevich Dubrovsky como navegador em treinamento
5. Nikolai Yefimovich Konshin como engenheiro de voo
6. German Vladimirovich Firstov como operador de rádio
7. Ariada Leonidova Shabalina como comissária-instrutora
8. A tripulação de cabine consistia em três comissários de bordo.

## Sequência de eventos
Inicialmente, 99 passageiros embarcaram no avião em Irkutsk. Posteriormente, mais 5 passageiros sem constar no manifesto foram autorizados a embarcar, quatro deles com bilhetes e um (o filho adulto do operador de rádio) sem bilhete. Dois dos passageiros sem assento foram colocados nos banheiros, dois na parte frontal da aeronave, e o filho do operador de rádio sentou-se na cabine de comando. Nenhum dos cinco passageiros adicionais constava na documentação do voo. Não está totalmente claro onde permaneceram os demais passageiros sem assento.
O Voo 3739 iniciou a decolagem de Irkutsk às 8h15, horário local, no rumo 116°. Durante a decolagem, a aeronave começou a inclinar para a direita, mas, com esforço considerável, os pilotos chegaram a incliná-la 20° para a esquerda na tentativa de nivelá-la. O avião se desprendeu da pista a 300 km/h (190 mph), quando os pilotos conseguiram temporariamente nivelá-lo, apenas para a aeronave voltar a se inclinar à direita novamente a aproximadamente 30 metros (98 pé) de altura. Perdendo altitude rapidamente, o avião caiu oito segundos após se separar da pista, com uma inclinação de 70° para a direita, apenas 180 metrôs além da extremidade sudeste da pista. Um Chosonminhang (atual Air Koryo) Tupolev Tu-154, registrado como P-551, foi danificado após ser atingido pela aeronave durante o acidente.

## Investigação
Inicialmente, os investigadores suspeitaram que a asa direita tivesse sido modificada durante a manutenção, de modo a criar um desequilíbrio aerodinâmico. Para confirmar essa hipótese, os destroços da asa direita foram enviados ao Instituto Central de Aerodinâmica e Hidrodinâmica, onde engenheiros concluíram que a asa direita estava totalmente funcional até o momento do impacto. Os investigadores recriaram a trajetória do voo até o impacto em outro Tupolev Tu-104 e publicaram suas descobertas. Os testes de voo mostraram que o Tupolev Tu-104 tinha tendência a inclinar em caso de vento lateral. Em baixa altitude, a resposta dos pilotos de ajustar apenas os ailerons não era suficiente; a reação adequada seria reduzir rapidamente os motores. Concluiu-se que, assim que a aeronave se desprendeu da pista, ela excedera os 2-3° de ângulo de decolagem recomendados pelo manual de voo, embora ainda estivesse 3-4° distante do ângulo de estol; acredita-se que o vento tenha contribuído para empurrar a asa direita. Cálculos indicaram ainda que o tanque de combustível do lado direito tinha cerca de 1 300−1 500 quilogramas (−441 lb) a mais do que o esquerdo, o que contribuiu para a inclinação.

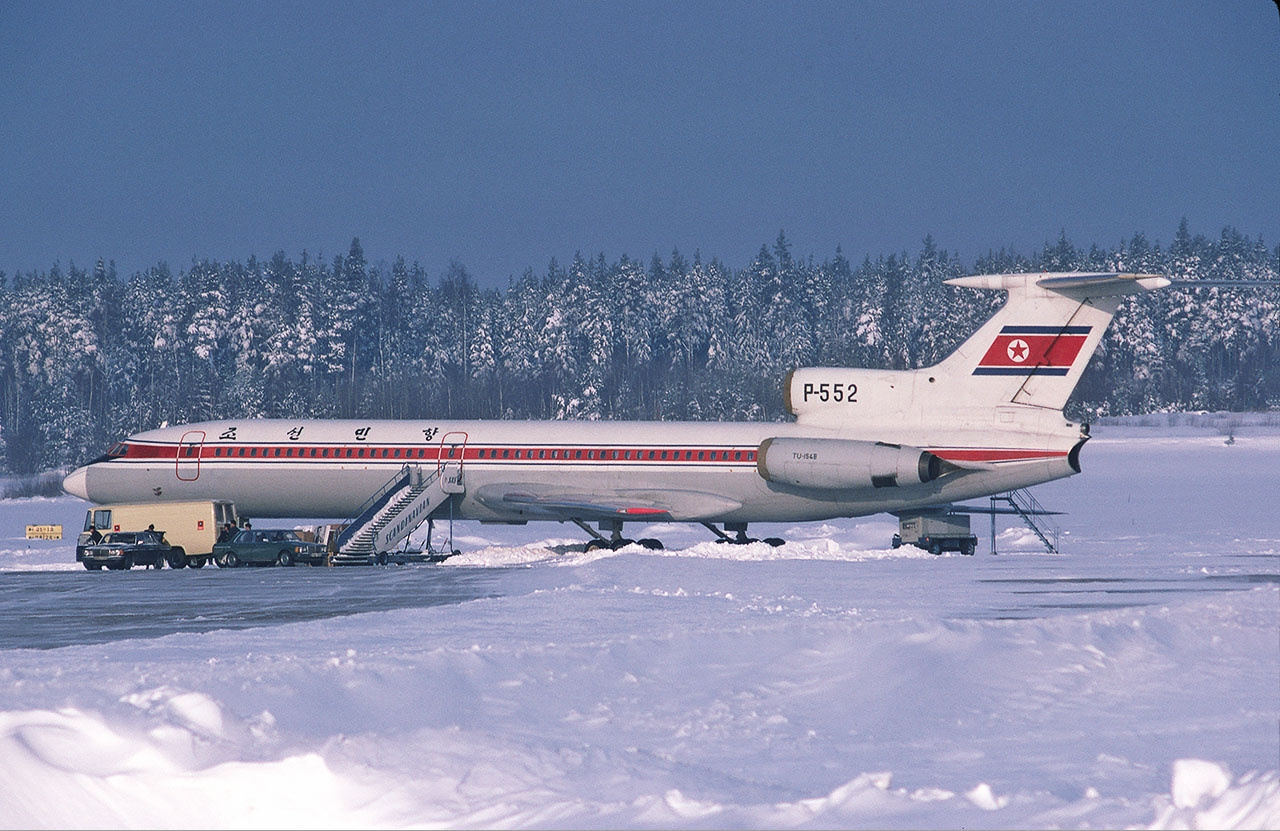
Uma aeronave Chosonminhang (atual Air Koryo) Tupolev Tu-154, similar à atingida por destroços

## Causas
A comissão do Ministério da Indústria da Aviação da URSS encarregada de investigar o acidente concluiu que as causas foram as seguintes:
- A aeronave foi reabastecida de forma assimétrica, com cerca de 1300 a 1500 quilos a mais de combustível nos tanques da asa direita, ocasionando a inclinação para a direita;
- Resposta inadequada dos pilotos à emergência, ignorando o alarme automático de ângulo de ataque e de sobrecarga (vertical) por oito segundos antes de reagirem;
- Aumento da inclinação à direita assim que a aeronave se separou da pista, não sendo possível corrigi-la apenas com os ailerons.